# روزنامه قطع بزرگ

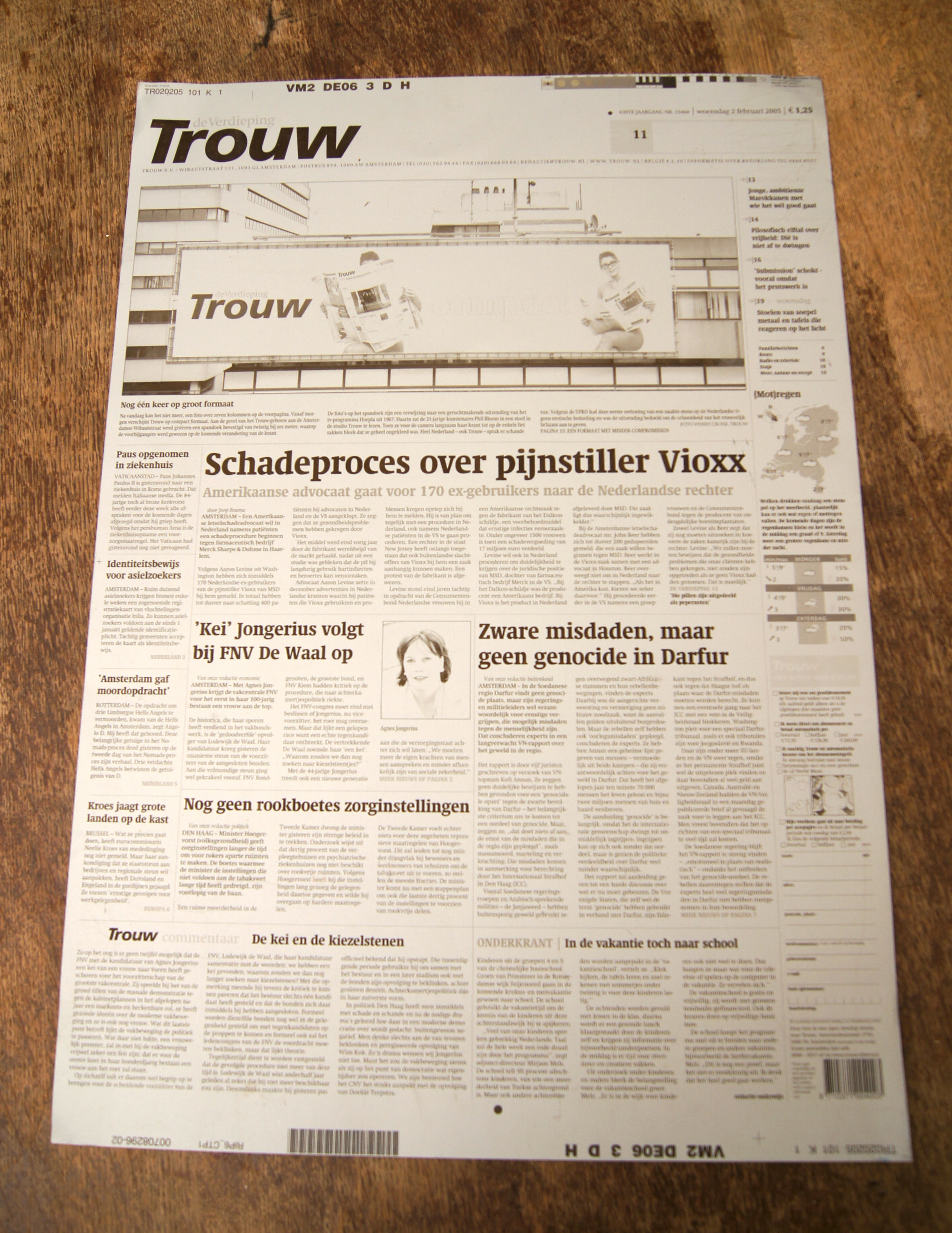
نمونه ای از روزنامه قطع بزرگ

روزنامه قطع بزرگ یا برودشیت (انگلیسی: Broadsheet) به برش، فرمت یا قطعی از روزنامه گفته می‌شود که اندازهٔ آن به‌طور معمول ۲۲/۵اینچ (۵۷ سانتی‌متر) که با صفحات عمودی بلند شناخته می‌شود، بزرگتر از برلینی است.

## توصیف
ابعاد روزنامه قطع بزرگ تقریباً عبارت است از ۲۹/ در ۲۳/ در (۷۴۹ در ۵۹۷ میلی‌متر) ابعاد روزنامه قطع بزرگ دو برابر یک روزنامه نگاری تبلوید استاندارد است. روزنامه برودشیت استرالیا و نیوزیلند سایز کاغذ آن همواره A1 و ابعادش (۸۴۱ در ۵۴۹ میلی‌متر یا ۳۳/۱ در ۲۳/۴ اینچ است). روزنامه‌های برودشیت آفریقای جنوبی ابعاد برودشیت آن عبارت است از ۸۲۰در ۷۲۸ میلی‌متر (۳۲/۳ در ۲۲/۸ اینچ) (منطقه چاپ زنده یک صفحه ۳۸۰x ۵۴۵میلی‌متر). اندازه‌های دیگر ۲۲در (۵۶۰ میلی‌متر) و به صورت عمودی است.